# Битонто
Битонто (итал. Bitonto) — город и коммуна в провинции Бари региона Апулия, Италия, расположен к западу от города Бари, в восьми километрах от побережья Адриатического моря.
В городе проживает 56 338 жителей (по состоянию на 30 июня 2006 года).
Кроме прочего в городе производятся оливковое масло и вино.
Соседние города и коммуны Альтамура, Бари, Бинетто, Джовинаццо, Пало-дель-Колле, Руво-ди-Пулья, Терлицци и Торитто.

## История
Город Битонто возник ещё в античные времена; он был основан греческими поселенцами, находки монет датируются VI веком до нашей эры. Во времена правления римлян город носил имя Бутунтум или Ботонтом и являлся римским муниципием. В средние века, в XI веке, Битонто стал частью создающегося государства норманнов в Нижней Италии, а затем частью Сицилийского королевства.
25 мая 1734 года под Битонто состоялось историческое событие — битва, в которой испанская армия под командованием герцога Монтемара разгромила австрийцев и отдала Сицилийское королевство под власть дома Бурбонов.
Покровителями коммуны почитаются Пресвятая Богородица (Madonna delle Grazie, Maria SS. Immacolata), празднование 26 мая, святые Косма и Дамиан, целители безмездные, и san Gaetano Thiene, sant'Andrea Avellino.

## Города-побратимы
- Баня-Лука, Босния и Герцеговина

## Достопримечательности
- В городе, бывшем также резиденцией епископов (епархия Битонто, в наши дни архиепископство Бари-Битонто) находится кафедральный собор Святого Валентина, по праву считающийся одним из самых великолепных романских апулийских соборов. Он был построен между 1175 и 1200 годами. Аббат Николай Барийский летом 1229 года произнес здесь пламенную проповедь перед императором Фридрихом II, содержание которой символически отражено барельефом на церковной кафедре.
- Церковь святого Франциска
- Церковь святого Распятия
- Главная крепостная башня
- Храм Минервы
- музеи

## Базилика святых целителей безмездных
Базилика свв. Космы и Дамиана, целителей безмездных, была построена в 1960 году по проекту Антонио Скивиттаро, архитектора из Битонто, профессора архитектуры Неаполитанского университета. Он был освящен епископом Битонто Аурелио Марена в 1973 году, а 4 апреля 1975 года был возведен в статус малой базилики Павлом VI, папой Римским. Здесь находятся статуи и мощи святых Космы и Дамиана, пребывающие  в Битонто с XVI века и ранее размещённые в церкви Святого Георгия, которая стала недостаточной для приёма многочисленных паломников. Фасад имеет три портала и сохраняет монументальный орган с 5 000 труб. На заднем дворе стоит колокольня высотой 50 метров.

## Известные уроженцы
- Томмазо Траэтта (1727—1779) — итальянский композитор
- Джованни Баттиста Абатесса (? — 1651) — итальянский гитарист и композитор, издал для испанской гитары несколько книг табулатур с буквенной записью аккордов.
- Певец-кастрат Каффарелли.1710-1783